# Palayil Narayanan
Palayil Pathazapurayil Narayanan (Tolanur, 15 februari 1923 - 19 februari 1996) was een Indisch-Maleisisch syndicalist.

## Levensloop
Narayanan werd geboren in Tolanur in de Indische deelstaat Kerala. Zijn familie emigreerde in 1937 van India naar Maleisië toen hij 14 jaar was. Hij liep school aan de KKM School of Commerce te Kuala Lumpur en vervolgens aan het Technical College aldaar. Zijn studies werden echter onderbroken door de Japanse invasie tijdens de Tweede Wereldoorlog. Hij verhuisde vervolgens naar Rawang, alwaar hij werkzaam werd in een tinmijn.
Na afloop van de Tweede Wereldoorlog mobiliseerde hij arbeiders om de Negri Sembilan Indian Workers Union (later herdoopt naar de Negri Sembilan Plantation Workers Union) op te richten, waar hij voorzitter van werd. Tevens was hij medestichter en eerste voorzitter van de Malaysian Trade Union Congres (MTUC), een functie die hij uitoefende van 1950 tot 1952 en van 1955 tot 1956.
In 1960 werd hij aangesteld als voorzitter van de IVVV-ARO, een functie die hij uitoefende tot 1965 en wederom van 1969 tot 1974. In 1975 werd hij vervolgens voorzitter van het IVVV, een functie die hij zou uitoefenen tot 1992. In 1988 werd hij daarnaast voorzitter van de International Federation of Plantation, Agricultural and Allied Workers (IFPAW), een functie die hij uitoefende tot 1992.
Hij overleed op 73-jarige leeftijd aan septicaemia, vier jaar nadat hij gediagnosticeerd werd met de ziekte van Parkinson.
In 1962 ontving hij de Ramon Magsaysay Award voor openbare dienstverlening. Tevens werd er in Petaling Jaya een straat naar hem vernoemd, met name de Jalan PP Narayanan.